# 柏林备忘录
柏林备忘录是俄羅斯帝國、德意志帝國和奥匈帝国为解決近東問題而于1876年5月13日在柏林草拟的备忘录。柏林备忘录規定奧斯曼土耳其帝國境內的基督徒有携带武器的权利。